# ركن البراءات
ركن البراءات هي قاعدة بيانات عالمية لبراءات الاختراع، ونظام بحثٍ طوّرته المنظمة العالمية للملكية الفكرية. يوفر ركن البراءات الوصول المجاني والمفتوح لمجموعة واسعة من وثائق براءات الاختراع الدولية، بما في ذلك طلبات براءات الاختراع، وبراءات الاختراع الممنوحة، والمعلومات التقنية ذات الصلة.

## التاريخ
عام 2001، أطلقت المنظمة العالمية للملكية الفكرية (WIPO) موقع PATENTSCOPE عبر الإنترنت لتوفير الوصول المجاني إلى وثائق براءات الاختراع الدولية. ركزت قاعدة البيانات في البداية على طلبات معاهدة التعاون بشأن البراءات (PCT)، وهي طلبات براءات اختراع دولية يُقدّمها المخترعون بموجب نظام PCT. عام 2008، تحوّل ركن البراءات إلى نظام بحث ليس فقط لطلبات معاهدة التعاون بشأن البراءات المنشورة، بل أيضاً لمجموعات براءات الاختراع الوطنية والإقليمية. عام 2009 بلغ عدد مجموعات البيانات 9. عام 2013، ومع إضافة مكتب الولايات المتحدة لبراءات الاختراع والعلامات التجارية (USPTO) ومجموعات براءات الاختراع الوطنية في الصين، تجاوزت قاعدة البيانات حاجز الثلاثين مليونًا.
عام 2014، كانت إسباسينيت وركن البراءات وديباتيسنيت هي قواعد بيانات براءات الاختراع متعددة الجنسيات الرئيسية التي تقدمها سلطات براءات الاختراع والتي أصبحت متاحة للجمهور مجانًا.
أصبح البحث عن المعلومات الكيميائية متاحًا في عام 2016، مما يسمح لغير الكيميائيين بالبحث عن المعلومات الكيميائية أيضًا.
على مر السنين، توسع نطاق قاعدة بيانات ركن البراءات ليشمل مجموعات إضافية من براءات الاختراع من مختلف البلدان والمناطق، ما يجعله موردًا عالميًا وشاملاً لمعلومات براءات الاختراع. عام 2018، استخدمت المنظمة العالمية للملكية الفكرية أداة الذكاء الاصطناعي لترجمة وثائق براءات الاختراع المحفوظة في ركن البراءات.
عام 2020، أثناء جائحة كوفيد-19، أطلقت المنظمة العالمية للملكية الفكرية وظيفة بحث جديدة لتسهيل تحديد واسترجاع المعلومات المفيدة لتطوير تقنيات جديدة يمكنها مكافحة الوباء.
اعتبارًا من يونيو 2023، تضمنت قاعدة البيانات 111 مليون وثيقة براءة اختراع، بما في ذلك 4.6 مليون طلب براءة اختراع دولي منشور.

## الميزات والوظائف
يقدم موقع ركن البراءات مجموعة من الميزات والوظائف لمساعدة المستخدمين في البحث واسترجاع المعلومات المتعلقة بالبراءات. تتضمن بعض الميزات الرئيسية لقاعدة البيانات ما يلي:
تغطية شاملة
يوفر موقع ركن البراءات إمكانية الوصول إلى ملايين وثائق براءات الاختراع من جميع أنحاء العالم. وهو موقع مرجعي رسمي للنشر لطلبات براءات الاختراع المنشورة بموجب معاهدة التعاون بشأن البراءات. وهي تشمل طلبات براءات الاختراع، وبراءات الاختراع الممنوحة، والمعلومات الفنية ذات الصلة من مكاتب براءات الاختراع الوطنية والدولية. وتغطي قاعدة البيانات مجموعة واسعة من مجالات التكنولوجيا، ما يسمح للمستخدمين بالبحث عن براءات الاختراع في مجالات اهتمامهم المحددة.
واجهة بحث متعددة اللغات
من أهم ميزات قاعدة البيانات هي واجهة البحث متعددة اللغات. يمكن للمستخدمين إجراء عمليات بحث باستخدام الكلمات الرئيسية وأرقام براءات الاختراع وأسماء المخترعين وغيرها من المعايير ذات الصلة بالعديد من اللغات. تدعم قاعدة البيانات مجموعة من اللغات، بما في ذلك الإنجليزية والفرنسية والألمانية والإسبانية والصينية واليابانية.
خيارات البحث المتقدمة
يقدم موقع ركن البراءات خيارات بحث متقدمة لمساعدة المستخدمين على تحسين استفساراتهم واسترجاع نتائج دقيقة. يمكن للمستخدمين استخدام مرشحات بحث مختلفة، مثل تاريخ النشر، وتصنيف براءة الاختراع، واسم مقدم الطلب، والحالة القانونية، لحصر نطاق عمليات البحث الخاصة بهم. يدعم النظام أيضًا عوامل التشغيل المنطقية والأحرف البدل، مما يتيح إجراء استعلامات بحث معقدة ومخصصة.
معلومات عن عائلة براءات الاختراع
يوفر الموقع إمكانية الوصول إلى معلومات عائلة براءات الاختراع، ما يساعد المستخدمين على تتبع مستندات براءات الاختراع ذات الصلة عبر ولايات قضائية مختلفة. يمكن للمستخدمين عرض شجرة عائلة براءات الاختراع بالكامل لاختراع معين، بما في ذلك طلبات الأولوية، وطلبات التقسيم، وبراءات الاختراع الممنوحة ذات الصلة. وتعتبر هذه الميزة مفيدة بشكل خاص لتقييم التغطية العالمية والحالة القانونية لبراءة الاختراع.
الوصول إلى النص الكامل للوثيقة
تتيح قاعدة البيانات للمستخدمين الوصول إلى محتوى النص الكامل لوثائق براءات الاختراع مباشرة من نتائج البحث. يمكن للمستخدمين عرض وصف براءة الاختراع الكامل والمطالبات والرسومات والمعلومات الأخرى ذات الصلة بتنسيق PDF. بالإضافة إلى ذلك، تدعم قاعدة البيانات الترجمة الآلية، ما يتيح للمستخدمين ترجمة مستندات براءات الاختراع تلقائيًا إلى اللغة المفضلة لديهم.
الترجمة
يدمج موقع ركن البراءات أداة "ترجمة ويبو" وهي أداة ترجمة شبكية عصبية طورتها المنظمة العالمية للملكية الفكرية وتم تدريبها حصريًا على وثائق براءات الاختراع. الترجمة متاحة كأداة مستقلة لترجمة وثائق براءات الاختراع  ومتاحة أيضًا بشكل مباشر في قائمة النتائج وفي وثيقة براءة الاختراع لترجمة الأجزاء المختلفة مثل البيانات الببليوغرافية والوصف والمطالبات والنص الكامل. لقد شاركت المنظمة هذه الأداة مع العديد من الأمم المتحدة.
تتوفر أيضًا واجهة استرجاع المعلومات عبر اللغات في قاعدة البيانات، وتسمح للمستخدمين ليس فقط بترجمة مصطلحات البحث الخاصة بهم ولكن أيضًا بالعثور على مرادفات لها.
عمليات البحث الكيميائية
يقدم موقع ركن البراءات خيارات بحث مختلفة للمركبات الكيميائية مثل البحث عن البنية الدقيقة والبحث عن البنية الفرعية البحث باستخدام هياكل ماركوش. يمكن للمستخدمين رسم الصيغ واستخدام الأسماء التجارية والشائعة، بالإضافة إلى مراجع الأرقام لإجراء عمليات البحث الخاصة بهم.

## روابط خارجية
- الموقع الرسمي